# イシー＝レ＝ムリノー工廠

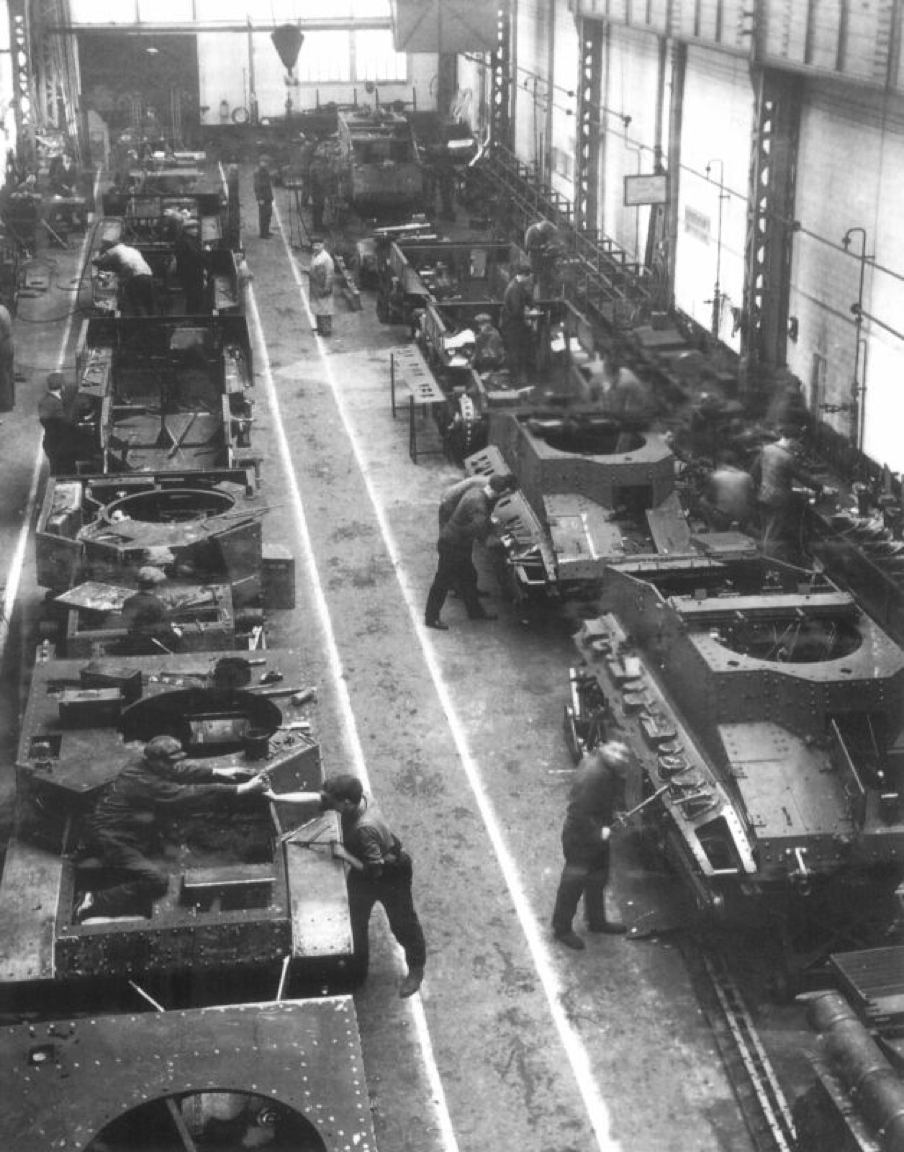
1935年頃の工場の様子

イシー＝レ＝ムリノー工廠 (イシー＝レ＝ムリノーこうしょう, フランス語: Ateliers de construction d'Issy-les-Moulineaux, 略称 AMX) は、フランスの首都パリの西側郊外に相当するイル＝ド＝フランス地域圏オー＝ド＝セーヌ県のイシー＝レ＝ムリノーにかつて存在したフランス軍の工廠/造兵廠（軍需品・兵器工場）である。
1936年にルノー社の軍需品工場が国有化された事によって設立され、フランス軍向けの戦車や装甲車の開発・生産を行った。しかしながら1940年のフランス降伏までにはAMXとしての新規製品開発はほとんど出来ておらず、国有化前に製造していたルノー製の戦車や装甲車の生産を継続しており、AMXの名が広く知られるようになるのは戦後に開発されたAMX-13の成功からであった。工廠で開発された装甲戦闘車両には、略称である"AMX"を名称に冠した車種が多くあり、これは、第二次世界大戦後にフランス各地の工廠が統合・再編された後にも継承されていた。

## 主な開発製品
- AMX-40騎兵戦車（英語版） - 第二次世界大戦勃発後の1938年に開発が始められた騎兵戦車。フランス降伏に伴い開発中止された。
- AMX-50 - 第二次世界大戦直後に開発された重戦車。開発中に設計変更が繰り返された後、計画中止となった。
- AMX-13 - 第二次世界大戦直後に開発された軽戦車/空挺戦車。フランス陸軍および輸出市場に受け入れられ成功作となった。
  - AMX-VCI - AMX-13の派生車種として開発された多目的装甲車/装甲兵員輸送車。
- AMX-ELC - 1950年代に開発された空挺戦車。試作のみ。
- AMX-30 1959年から開発された主力戦車。フランス陸軍および輸出市場に受け入れられ成功作となった。
  - AMX30 AuF1 155mm自走榴弾砲 - AMX-30の車体にGIATで開発されたGCT砲塔システムを搭載した自走砲。
- AMX-10P歩兵戦闘車 - 1968年に開発された装軌式歩兵戦闘車。
- AMX-10RC - 1970年に開発された装輪式偵察戦闘車。AMX-10Pと部品共通化が図られている。
- AMX-32 - 1970年代にAMX-30をベースに開発された輸出用主力戦車。販売が振るわず試作のみに留まった。
- AMX-40 - 1980年代に開発された輸出用主力戦車。販売が振るわず試作のみに留まった。
- ルクレール - 1990年代に配備された主力戦車で、AMXは開発に関わっているが、本車の型式として知られている"AMX-56"は公式なものではないとされている。

## 画像

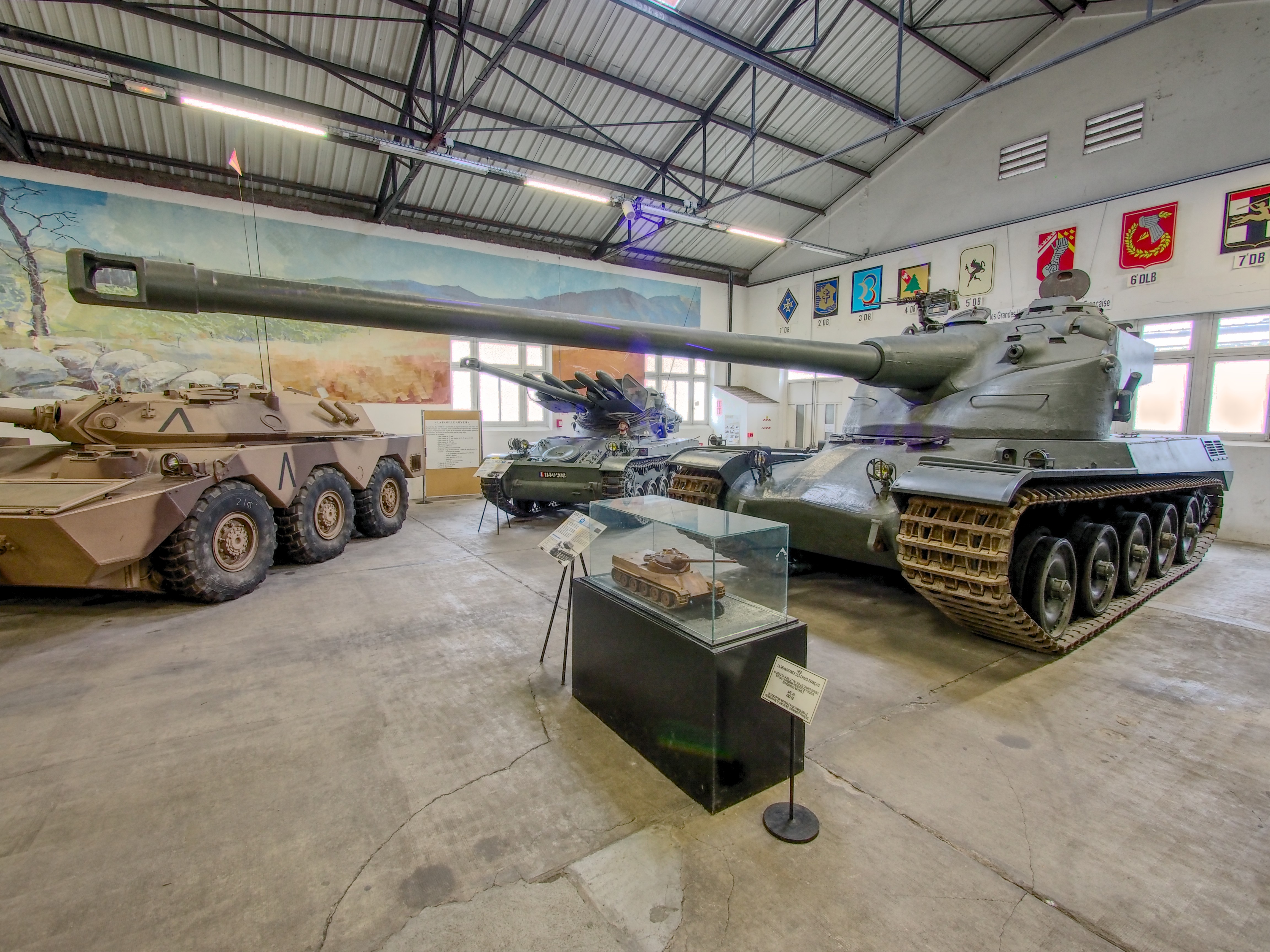
AMX-50
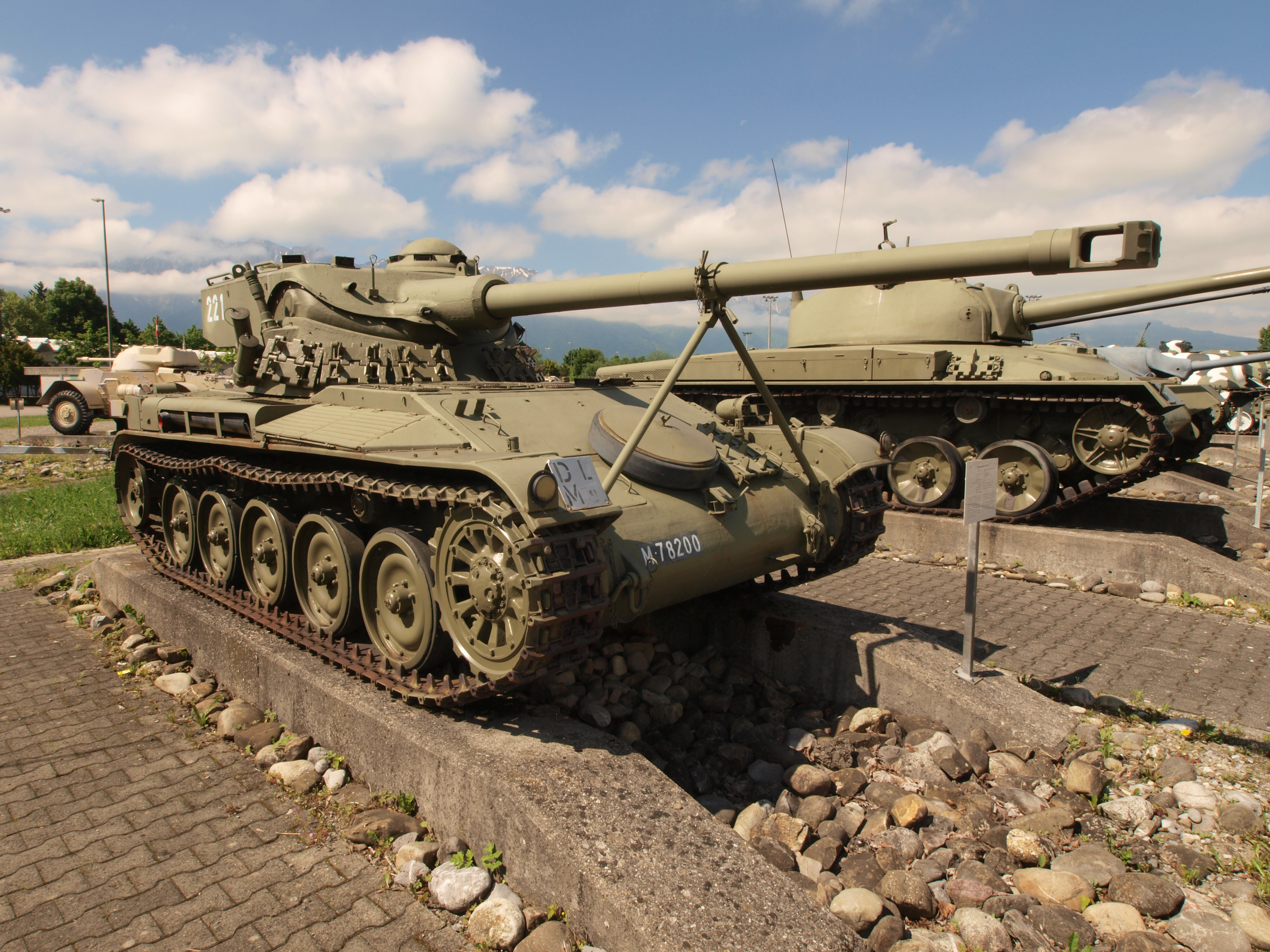
AMX-13
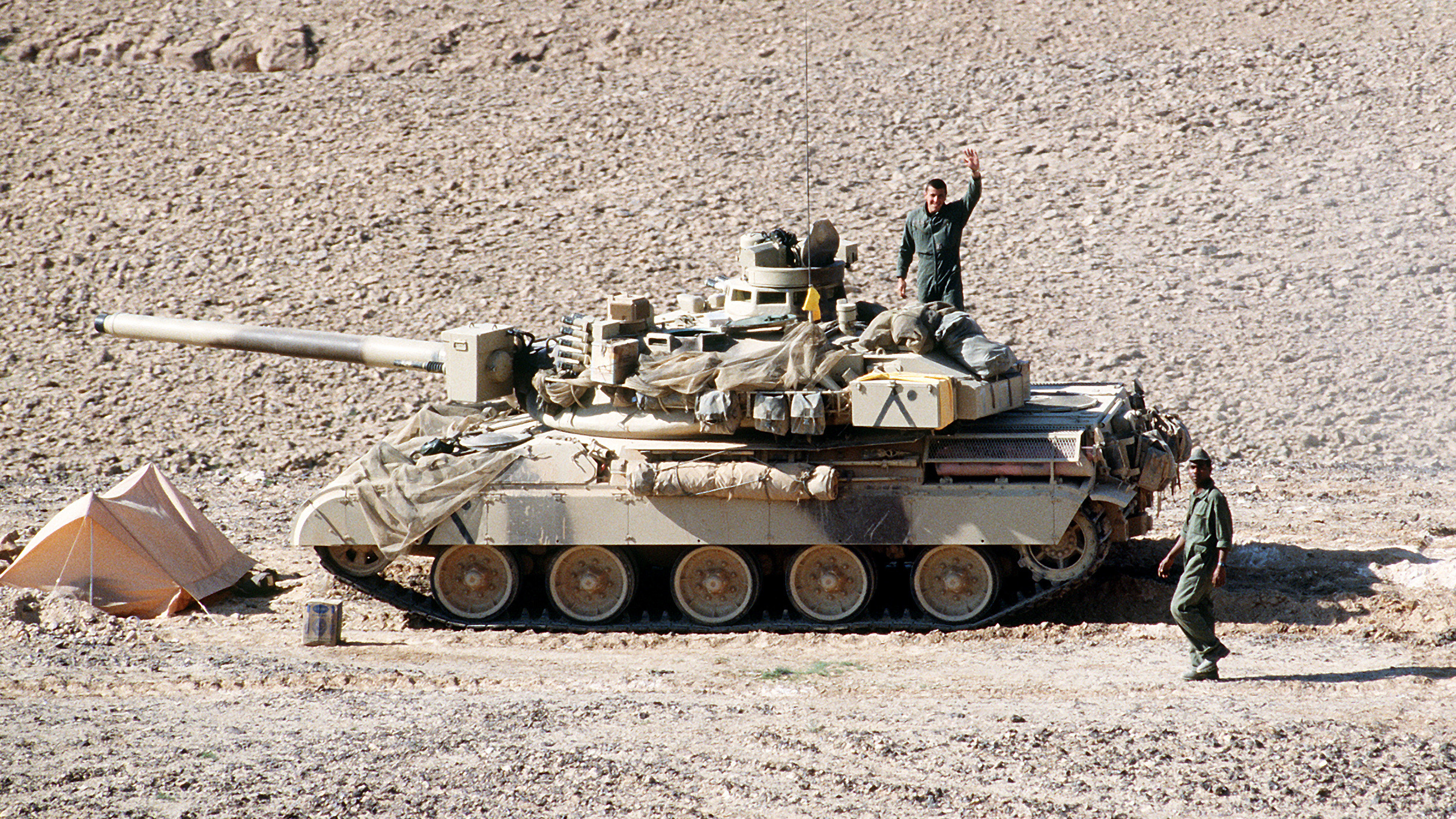
AMX-30
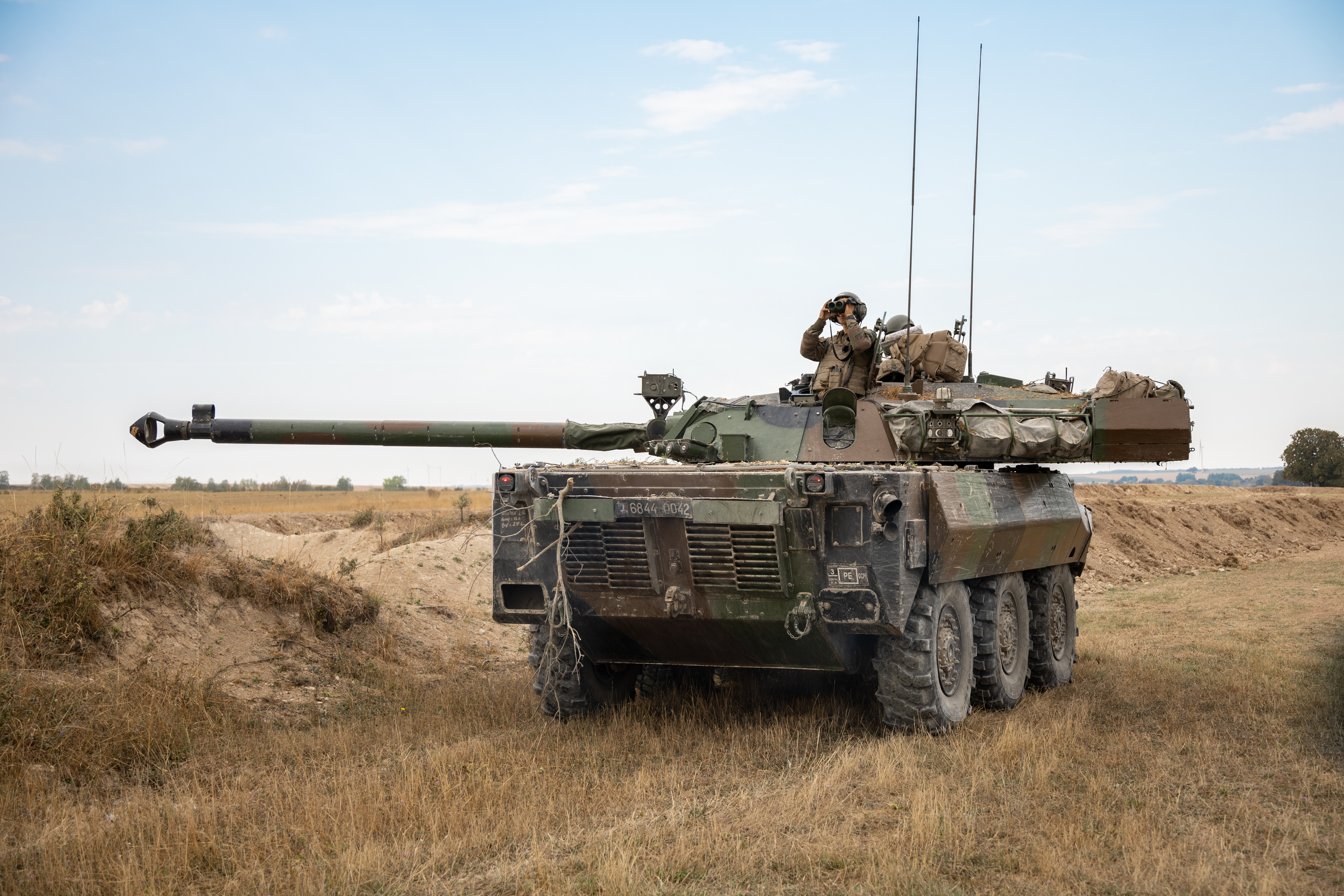
AMX-10RC
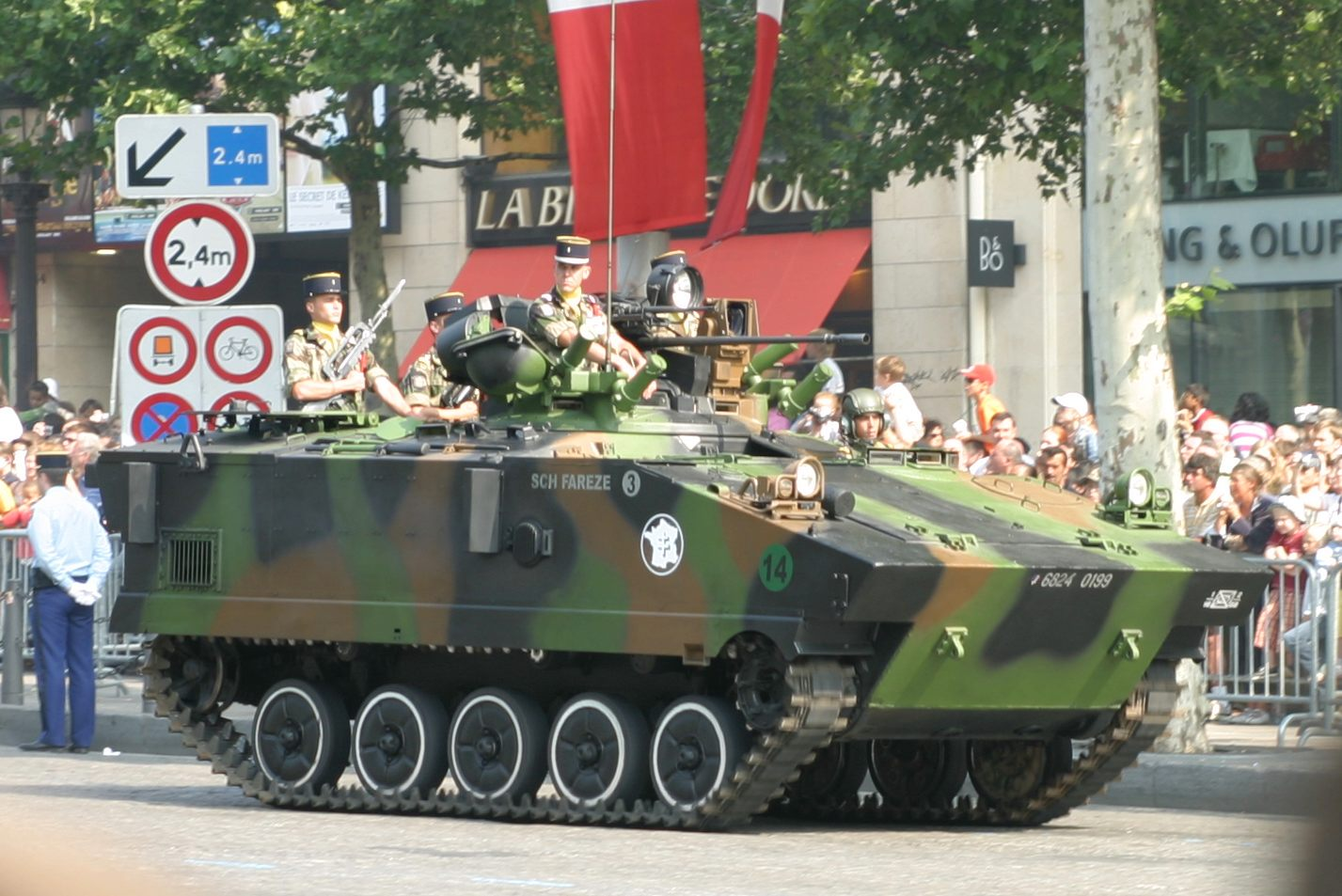
AMX-10P